# Чапмен (Мен)
Чапмен (англ. Chapman) — місто (англ. town) в США, в окрузі Арустук штату Мен. Населення — 491 особа (2020).

## Демографія
Згідно з переписом 2010 року, у місті мешкало 468 осіб у 194 домогосподарствах у складі 139 родин. Було 213 помешкання
Расовий склад населення:
| - 98,9 % — білих - 0,6 % — корінних американців |

До двох чи більше рас належало 0,4 %. Частка іспаномовних становила 0,0 % від усіх жителів.
За віковим діапазоном населення розподілялося таким чином: 22,0 % — особи молодші 18 років, 64,8 % — особи у віці 18—64 років, 13,2 % — особи у віці 65 років та старші. Медіана віку мешканця становила 42,4 року. На 100 осіб жіночої статі у місті припадало 105,3 чоловіків;  на 100 жінок у віці від 18 років та старших — 107,4 чоловіків також старших 18 років.
Середній дохід на одне домашнє господарство  становив 73 425 доларів США (медіана — 67 273), а середній дохід на одну сім'ю — 77 300 доларів (медіана — 70 938). Медіана доходів становила 45 536 доларів для чоловіків та 41 042 долари для жінок. За межею бідності перебувало 4,1 % осіб, у тому числі 3,1 % дітей у віці до 18 років та 4,2 % осіб у віці 65 років та старших.
Цивільне працевлаштоване населення становило 277 осіб. Основні галузі зайнятості: освіта, охорона здоров'я та соціальна допомога — 25,3 %, роздрібна торгівля — 10,5 %, будівництво — 9,7 %.